# Tajemnica Statuetki
Tajemnica Statuetki é um jogo de aventura de 1993, desenvolvido e publicado pela Metropolis Software House para computadores baseados em DOS. Este é o primeiro jogo de aventura na Polônia. Sua trama gira em torno do agente novato da Interpol, John Pollack, que está tentando desvendar o mistério associado ao roubo de várias antiguidades em todo o mundo.
Apesar do fato de que a pirataria foi generalizada na Polônia, conseguiu vender 4.000 a 6.000 cópias em seu lançamento e tornou-se muito popular no país. Tajemnica Statuetki foi elogiado por sua trama e tornou-se um marco cultural que ajudou a promover e legitimar o setor de videogames poloneses, apesar das críticas menores à mecânica do jogo e ao design audiovisual.